# 岡山理科大学専門学校
岡山理科大学専門学校（おかやまりかだいがくせんもんがっこう）は、岡山県岡山市北区にある、学校法人加計学園が運営する専門学校。「建築と動物のスペシャリスト」を養成することを目的とする。1975年開校。校長は村岡正。

## 沿革
- 1955年（昭和30年）4月 - 広島英数学館創立
- 1961年（昭和36年）9月 - 学校法人加計学園設立認可
- 1962年（昭和37年）4月 - 学校法人加計学園設立
- 1975年（昭和50年）4月 - 岡山理科大学附属高等学校内にて岡山高等建築専門学院として設立。男女共学の建築学科（夜間部・2年課程）を設置
- 1976年（昭和51年）4月 - 岡山高等建築専門学校と改称
- 1980年（昭和55年）
  - 4月 - 建築学科に昼間部を設置
  - 6月 - 現在地にて新校舎が落成し、移転
- 1986年（昭和61年）4月 - 岡山理科大学専門学校と改称。商業実務専門課程（学科名不明）を設置
- 1999年（平成11年）4月 - 建築専攻科（昼間部・1年課程）設置
- 2002年（平成14年）4月 - 文化・教養専門課程アニマルセラピー・コーディネーション学科、アニマルヘルスケア学科、ペットビジネス学科（トリミングコース、コンパニオン・ドッグコース）、アクアリウム学科と文化・教養一般課程動物系総合学科を開設
- 2004年（平成16年）4月 - 福祉住環境デザイン学科、映像情報学科研究科、動物系総合学科研究科を設置
- 2007年（平成19年）4月 - アニマルセラピー・コーディネーション学科、アニマルヘルスケア学科、ペットビジネス学科（トリミングコース、コンパニオン・ドッグコース）、を、動物看護学科（看護医療コース、看護福祉コース）、トリミング学科、ドッグトレーニング学科に改組
- 2010年（平成22年）4月 - 3年課程の動物看護学科を設置
- 2020年（令和2年）4月 - ドッグトレーニング学科を動物飼育トレーニング学科に名称変更

## 課程・学科
- 工業専門課程
  - 建築学科（昼間部／夜間部）（2年制）
- 文化・教養専門課程
  - アクアリウム学科（2年制）
  - 愛玩動物看護学科（3年制）
  - 動物飼育トレーニング学科（2年制）
  - トリミング学科（2年制）

### 専攻科・研究科
- 建築学科 専攻科（1年制）
- 動物系総合学科 研究科（1年制）

## 好適環境水
同校のアクアリウム学科学科長、山本俊政らは、海水魚も淡水魚も棲むことができるという「好適環境水」を発明した。この発明により、以前の人工海水を用いた場合と比べ、内陸での海水魚の育成コストを大幅に低減させることができたという。好適環境水は、淡水にカリウムやナトリウムなどの成分を混ぜ合わせることで作るという。